# بنطافلناوية
البنطافلناوية (الاسم العلمي: Potentilleae) هي قبيلة من النباتات تتبع الفصيلة الوردية من رتبة الورديات.

## عمائر البنطافلناوية
- عشبة القوى